# Guardián de Escocia
Los Guardianes de Escocia fueron los jefes de Estado de facto de Escocia durante los interregnos de 1290-1292 y 1296-1306.
En los siglos XIII y XIV, durante los varios períodos de vacío del trono escocés —por minoría de edad, prisión, falta de descendencia directa del monarca, etc.—, diversos regentes, llamados los Guardianes de Escocia, bien individualmente o bien colectivamente, dirigieron la política escocesa.

## Guardianes de Escocia durante el Primer Interregno (1290–1292)
- William Fraser, Obispo de St Andrews
- Robert Wishart, Obispo de Glasgow
- John II Comyn, Lord Badenoch
- James Stewart quinto Alto Administrador de Escocia
- Donnchadh III (muerto en 1288 o 1289); Donnchadh IV, Conde de Fife[cita requerida]
- Alexander Comyn, Conde de Buchan (muerto en 1289)[cita requerida]
- John de Warenne, VII Conde de Surrey[2]
- Bryan FitzAlan, Lord FitzAlanBryan FitzAlan, Lord Bedale (1291–1292)[cita requerida]

En una carta escrita en antiguo francés del Parlamento de Escocia reunida en 1290 en Birgham que confirma el Tratado de Salisbury, los guardianes de Escocia son listados como:

"... Guillaume de Seint Andreu et Robert de Glasgu evesques, Johan Comyn et James Seneschal de Escoce, gardeins du reaume de Escoce..."

Que traducido es: "William [Fraser], Obispo de St Andrews, y Robert [Wishart], Obispo de Glasgow, John Comyn y James el administrador de Escocia, guardianes del Reino de Escocia".

## Guardianes de Escocia durante el Segundo Interregno (1296–1306)
- Sir William Wallace (1297–1298)
- Robert Bruce, Conde de Carrick (1298–1300), futuro Roberto I
- John III Comyn, Señor de Badenoch (1298-1300, 1302–1304)[4]
- William Lamberton, Obispo de St Andrews (1299–1301)
- Sir Ingram de Umfraville (1300–1301)
- John de Soules (1301–1304)

## Guardianes durante la minoría de edad de David II
- Sir Thomas Randolph, I Conde de Moray (1329-1332), nombrado por el Acta de 1318.
- Donald, Conde de Mar, (1332, durante diez días)
- Sir Andrew Moray de Bothwell (1332-1333) hasta su captura por los ingleses
- Sir Archibald Douglas (1333, durante tres meses)
- Sir Andrew Moray de Bothwell por segunda vez, (1335-1338)
- Roberto, sobrino de David y futuro rey como Roberto II. Roberto fue guardíán en cuatro ocasiones, a veces acompañado y las dos últimas solo durante los once años de prisión en Inglaterra tras la Batalla de Neville's Cross (1345-1357). Aprovechó esos años para construir una base de poder sólida en el país, especialmente en el norte del Forth.

## Guardianes durante el reinado de Roberto II
Actuaron durante la enfermedad de Roberto II.
- John Stewart, conde de Carrick (Noviembre de 1384–Diciembre de 1388)
- Robert Stewart, conde de Fife (Diciembre de 1388 – 1390)